# اگزالیک اسید
اگزالیک اسید (به انگلیسی: Oxalic acid) یک ترکیب شیمیایی با شناسه پاب‌کم ۹۷۱ است. شکل ظاهری این ترکیب، بلورهای سفید است. اسید اگزالیک یک ترکیب آلی با فرمول : C2H2O4 است. این اسید یک جامد کریستالی بی‌رنگ است که در آب حل می‌شود و محلول حاصل بی‌رنگ است.
این اسید جزو اسیدهای دی کربوکسیلیک طبقه‌بندی شده‌است. از لحاظ قدرت اسیدی، بسیار قوی‌تر از اسید استیک است.
اسید اگزالیک عامل احیاء‌کننده و باز مزدوج شناخته شده آن اگزالات C2O42− است که یک عامل کی‌لیت ساز (chelate) برای کاتیون‌های فلزی محسوب می‌شود.
به‌طور معمول، اسید اگزالیک به عنوان دی هیدرات (اگزالیک اسید دو آبه) با فرمول : H2C2O4 · 2H2O رخ می‌دهد. تماس اسید اگزالیک با پوست بدن یا خوردن آن خطرناک است.
کاربردهای اسید اگزالیک شامل طیف وسیعی از بخشهای مختلف صنایع ، کشاورزی و دارویی میشود 
از ساخت نانوپلیمرها ،پلی استرها ، پلیمرهای بخش هوافضا همچنین مورد استفاده در ساخت اکسامید (کودهای آهسته رهش) استفاده مستقیم به عنوان کود کشاورزی و کاهش مصرف ترکیبات فسفر در ازای افزایش تولید گندم در واحد سطح و از بین بردن آفات گندم و جو از جمله این مصارف می باشد همچنین در بخش سنگهای تزئینی (گرانیت و تراورتن) یکی از الزامات مورد نیاز است (اگزالات پتاسیم) در بخش دارویی جهت مبارزه با کنه واروآ مورد تایید اداره بهداشت فدرال ایالات متحده قرار گرفته است هر چند در بخش انسانی جهت مبارزه با تومورهای سرطانی تحقیقات بسیار زیادی شده است و نتایج خوبی بدست آمده لیکن به جهت تولید سنگ کلیه در بدن انسان هنوز در حال تست و آزمایش می باشد